# Референдум в Эквадоре (1986)
Эквадорский референдум по избранию беспартийных прошёл 2 июня 1986 года одновременно с провинциальными выборами. Избирателей спрашивали, следует ли разрешить избрание на выборные должности независимых кандидатов, не аффилированных с какими-либо политическими партиями. Предложение было отклонено 69 % избирателей.
Такое же предложение было вынесено и одобрено на референдуме 1994 года.

## Результаты
Хотите ли Вы, чтобы независимые граждане имели полное право быть избранными без принадлежности к какой-либо политической партии, тем самым подтверждая равенство всех эквадорцев перед законом?
исп. ¿Quiere usted que los ciudadanos independientes tengan pleno derecho a ser elegidos sin necesidad de estar afiliados a partido político alguno, confirmando así la igualdad de todos los ecuatorianos ante la ley?
| Выбор                               | Голоса    | %     |
| ----------------------------------- | --------- | ----- |
| За                                  | 781 409   | 30,51 |
| Против                              | 1 779 697 | 69,49 |
| Недействительных/пустых бюллетеней  | 569 255   | –     |
| Всего                               | 3 130 361 | 100   |
| Зарегистрированных избирателей/Явка | 4 255 346 | 73,56 |
| Источник: Direct Democracy          |           |       |